# Trinidad, Bolivia

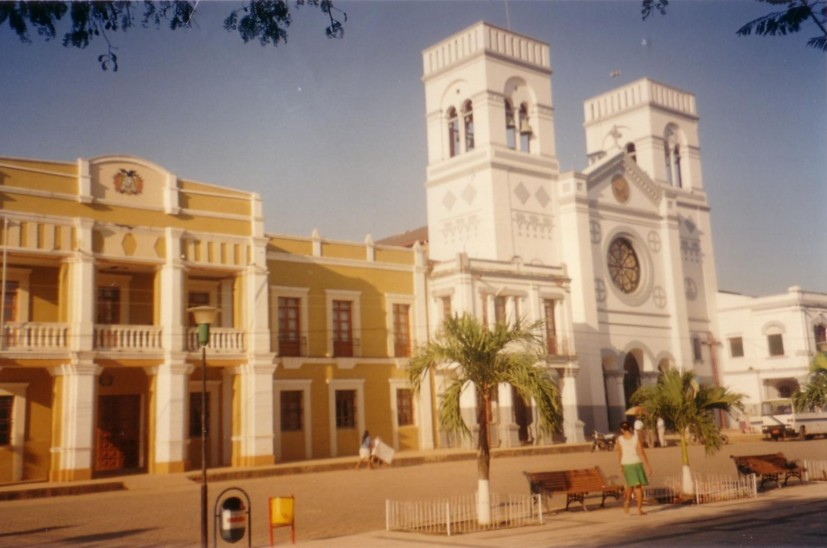
Trinidad

Trinidad (La Santísima Trinidad) är huvudstad i departementet Beni i norra Bolivia. Orten ligger i provinsen Cercado.
Trinidad grundades 1686 vid Mamoréfloden av jesuitprästen Cipriano Barace, men den flyttades 1769 till sitt nuvarande läge, 14 km bort, på grund av översvämning.